# 이토 유키 (성우)
이토 유키는 일본의 남자 성우이다.